# Pfarrkirche Gutau

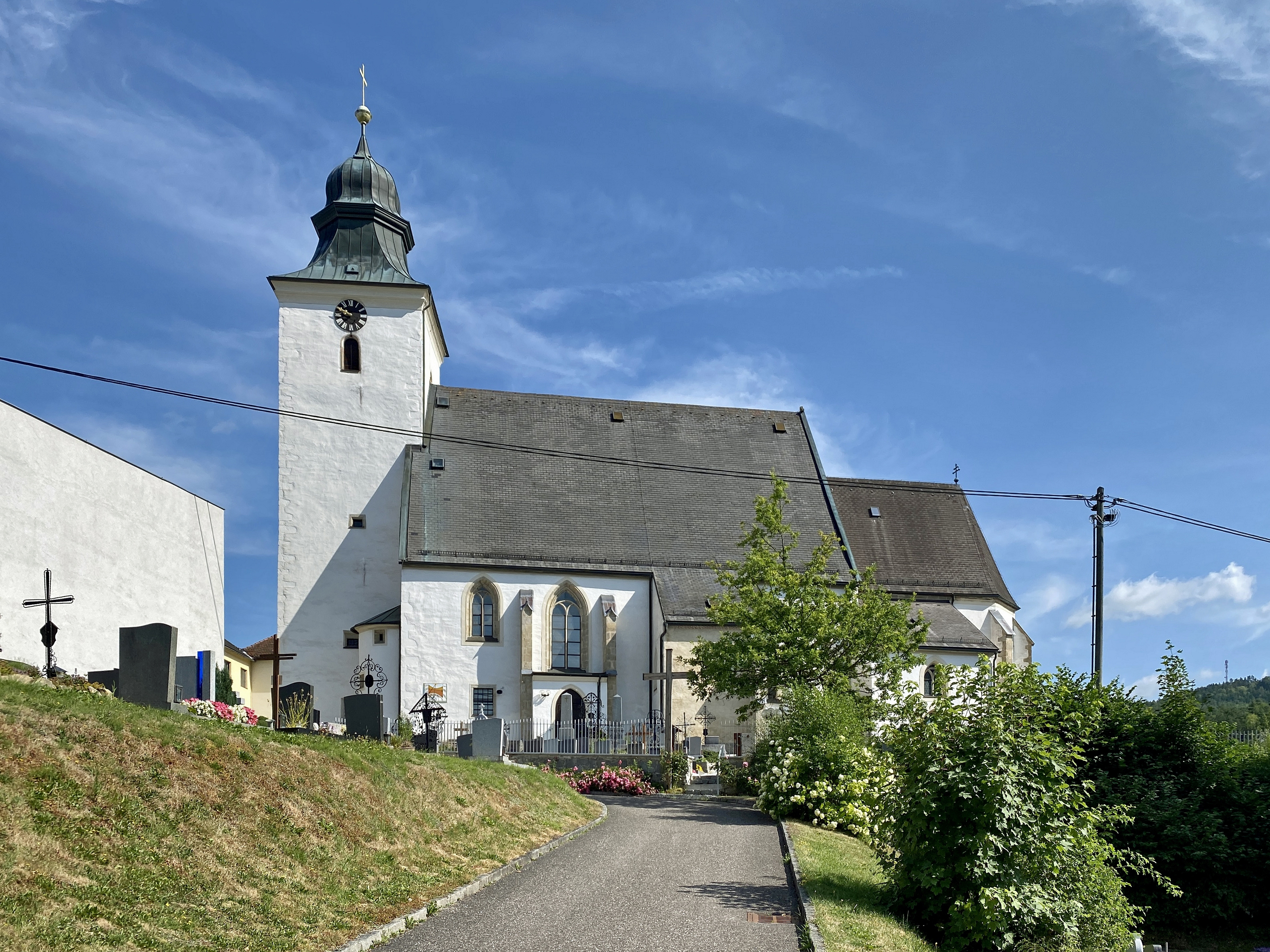
Katholische Pfarrkirche hl. Ägidius in Gutau

Die römisch-katholische Pfarrkirche Gutau steht im Osten des Ortes außerhalb des Marktplatzes über einem im Norden steil abfallenden Gelände in der Marktgemeinde Gutau im Bezirk Freistadt in Oberösterreich. Die dem Patrozinium des hl. Ägidius unterstellte Pfarrkirche gehört zum Dekanat Freistadt in der Diözese Linz. Die Kirche steht unter Denkmalschutz (Listeneintrag).

## Geschichte

### Pfarrgeschichte
Die Kirche, die sich ursprünglich im Pfarrgebiet von Ried in der Riedmark befand, war wahrscheinlich anfangs eine Eigenkirche der Griesbacher und anfangs auf die hl. Maria geweiht. Urkundlich, wohl eine Fälschung im 13. Jahrhundert, wurde die Kirche im Jahr 1122 von Bischof Reginmar von Passau der Kloster Sankt Florian übergeben, die tatsächlich Übergabe der Kirche um diese Zeitangabe herum wurde aber angenommen. Urkundlich wurde 1131 eine Pfarre genannt, das Gutauer Pfarrgebiet ging von der Ortschaft Reichenstein bis zur böhmischen Grenze.
Im Lauf der Zeit entwickelten sich einstige Filialen von Gutau zu eigenen Pfarren, so etwa St. Leonhard bei Freistadt (1342 und wieder 1558), eventuell auch St. Oswald und Lasberg mit Kefermarkt. Im Jahr 1717 wurde die Pfarre vom Stift Sankt Florian im Zuge eines Tausches gegen die Pfarre St. Gotthard im Mühlkreis an Graf Thomas Gundaker von Starhemberg abgetreten. Der Tausch erhielt 1735 die bischöfliche Bestätigung.

### Baugeschichte

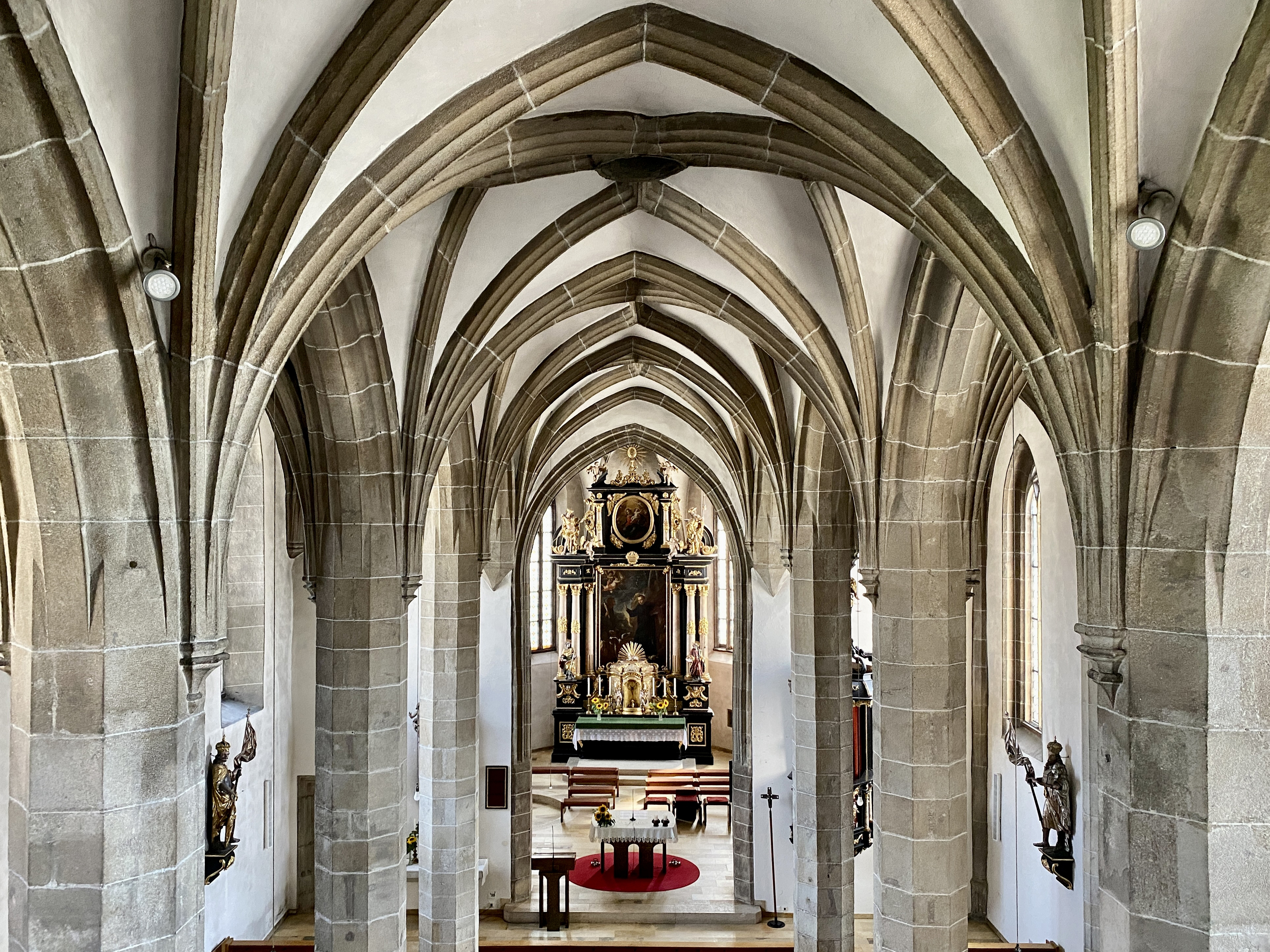
Gewölbe der Pfarrkirche Gutau

Bischof Reginmar weihte 1131 den Chor und erhob die Kirche zur Pfarrkirche. Urkundlich wurde 1147 das Langhaus geweiht, die Nord-, West- und Ostmauern sind im Kern romanisch, am Westgiebel sind im Dachboden Giebelkonturen von zwei Vorgängerbauten erkennbar. Eine Erweiterung und ein grundlegender Umbau des Langhauses erfolgte von der zweiten Hälfte des 15. Jahrhunderts bis in den Anfang des 16. Jahrhunderts. Der Chor wurde im vierten Viertel des 14. Jahrhunderts neu erbaut. Im 14. Jahrhundert wurde die Südkapelle als Gruftkapelle auf einem darunterliegenden nicht zugänglichen ehemaligen Karner erbaut, bei der Langhauserweiterung verlor die Südkapelle durch die Öffnung zum Langhaus einen Teil der Nordwand und einen Teil des Polygons, heute ist die Gruftkapelle eine Loretokapelle. Der Turm ist im unteren Bereich im Kern romanisch, Aufstockungen erfolgten wohl im 14. Jahrhundert und im Ende des 15. und Anfang des 16. Jahrhunderts. Die Kapelle im nördlichen Chorwinkel entstand in der ersten Hälfte des 15. Jahrhunderts, heute die Taufkapelle. Die Sakristei aus dem Ende des 14. Jahrhunderts wurde im 19. Jahrhundert aufgestockt. Die Portalvorbauten wurden im Ende des 19. Jahrhunderts erbaut. 1898/1899 wurden bei einer Renovierung die Werksteine überarbeitet und die Maßwerke der Fenster erneuert. 1958/1960 wurden die neugotischen Seitenaltäre entfernt. 1980, 2001 war eine Restaurierung innen, 1989 außen.

## Architektur

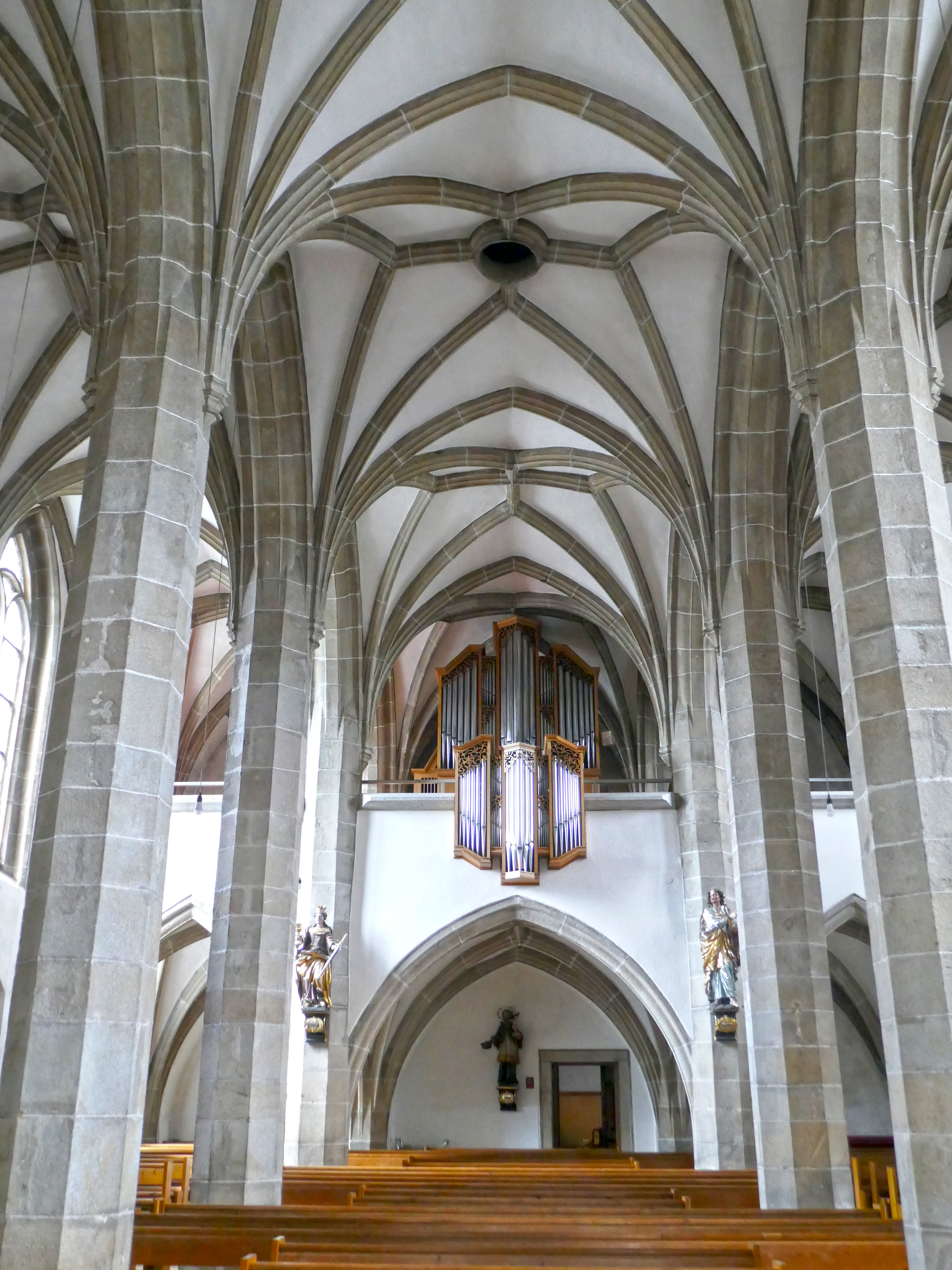
Ansicht der Empore mit der Kirchenorgel

Das dreischiffige, fünfjochige Langhaus verfügt über eine dicke teils romanische, sockellose Außenmauer im Norden und eine dünnere Mauer mit Sockel im Süden. Die etwas schräg verlaufende Westmauer wird im Inneren durch die beiden Wandpfeiler ausgeglichen. Über den oktogonalen Pfeilern erstrecken sich Sternrippengewölbe.
Der Chor ist kreuzrippengewölbt. Das dort befindliche Sakristeiportal hat eine zweifache Taustabrahmung mit reichlichem Kerbschnittdekor und ein Rautenrelief im Tympanon. Die Chorachse weist gegenüber dem Langhaus einen leichten Achsknick nach Süden auf.
Die ursprünglich freistehende südliche Kapelle, ursprünglich wohl eine Grab- oder Friedhofskapelle, jetzt Loretokapelle, ist durch eine jochbreite Spitzbogenarkade an das Langhaus angebunden. Die einjochige Loretokapelle mit einem Fünfachtelschluss hat ein Kreuzrippengewölbe mit zwei Schlusssteinen mit Wappenschild bzw. Stern, an der Südwand ist ein Kragstein mit einem Relief Menschenkopf aus dem 14. Jahrhundert erhalten.
Der mächtige, aber relativ niedrige mittelalterliche Turm verfügt im Erdgeschoß über eine Stichkappentonne. Im südlichen Turmwinkel befindet sich ein runder Treppenturm, über dessen Wendeltreppe die Westempore erreicht werden kann.

## Ausstattung

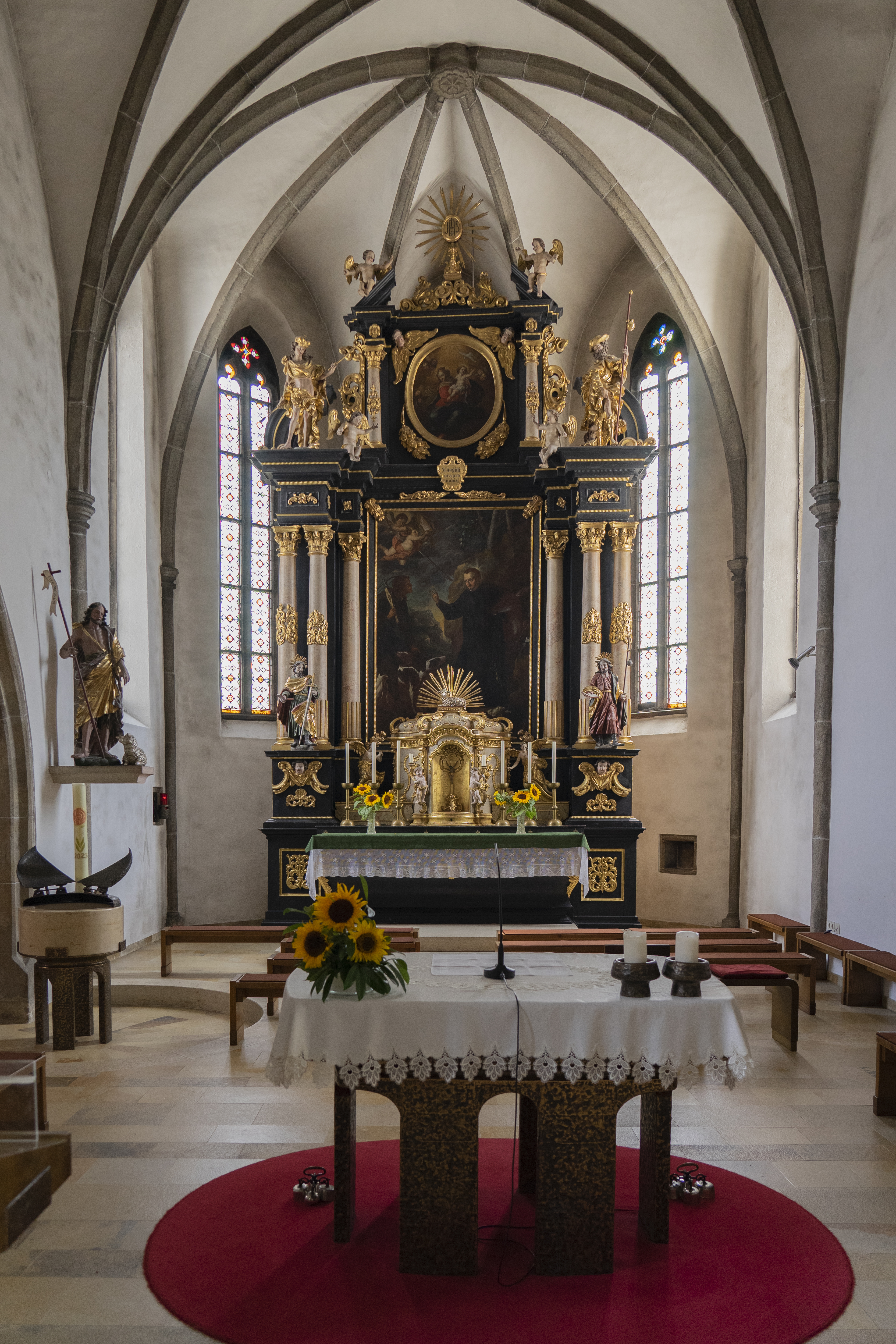
Hochaltar der Pfarrkirche Gutau

Die floralen Glasfenster im Chor und in der Südkapelle entstand im Anfang des 20. Jahrhunderts. Die ornamentalen Glasfenster in der Taufkapelle schuf Rudolf Kolbitsch 1980.
Der bemerkenswerte Hochaltar um 1679 ist ein barockes Retabel mit Knorpelwerkdekor mit seitlich vorgestaffelten Säulen und einem Auszug. Das Hochaltarbild hl. Ägidius und das Auszugsbild Maria mit Kind schuf Clemens Beutler im Jahr 1679. Die Figuren der Heiligen Paulus und Rochus entstanden um 1670/1680 und die seitlichen Figuren der Heiligen Sebastian und Rochus entstanden um 1680. Den Tabernakel schuf Klothilde Rauch 1960.
In der Südkapelle/Loretokapelle befindet sich ein gemauerter gotischer Altartisch mit einer profilierten Mensa. Auf dem Altartisch stehen drei neugotische Statuen von den ehemaligen Seitenaltären, sie zeigen die Heiligen Florian, Bernhard von Clairvaux und Aloysius. Rechts daneben befindet sich eine barocke Loreto-Madonna aus 1766 als Schwarze Madonna. Die Konsolfiguren an der Südwand zeigen die hl. Barbara und Evangelist Johannes. Zur Weihnachtszeit wird in der Loretokapelle eine schöne Weihnachtskrippe um 1900 aufgestellt.
Die Kanzel besteht aus barockisierenden Dekorteilen mit Figuren aus dem vierten Viertel des 17. Jahrhunderts zeigen wohl am Korb Christus und die Evangelisten, auf dem Schalldeckel hl. Michael, neben dem Aufgang befindet sich ein Relief Dreifaltigkeit.
Die Orgel (II Man./18 Reg.) baute Gregor Hradetzky 1972 und wurde 2001 restauriert.
Nachdem beim Marktbrand 1733 die Glocken geschmolzen waren, goss der Linzer Glockengießer Silvius Creuz 1733 ein neues vier-teiliges Geläut. Die große Glocke zersprang 1859, wurde daraufhin von Franz Hollederer umgegossen und von Bischof Franz Joseph Rudigier am 1. August 1859 in Linz geweiht. Während des Ersten Weltkrieges wurde das Geläut für Rüstungszwecke beschlagnahmt und eingeschmolzen. Bloß die kleine, nur 20 kg schwere Wandlungsglocke aus dem Jahr 1587 entging 1917 der Ablieferung. Im Jahr 1922 wurden drei Stahlglocken mit einem Gesamtgewicht von 1143 kg angeschafft.
Das Uhrwerk nennt Johann Ritz und Söhne 1927.